# Дарио Фо
Дарио Фо (итал. Dario Fo; Санђано, 24. март 1926 — 13. октобар 2016), био је италијански драмски писац. Заједно са супругом Франком Раме основао је позоришну трупу која је развила левичарско политичко позориште, а касније су основали глумачку трупу коју је финансирала Италијанска комунистичка партија. Године 1970. основали су путујућу групу која је изводила представе у фабрикама и на другим јавним местима. Добио је Нобелову награду 1997.
Аутор је око 70 представа, од којих су најпознатије Нећемо платити! Нећемо платити! и Случајна смрт једног анархисте.